# Area sacra di Sant’Omobono

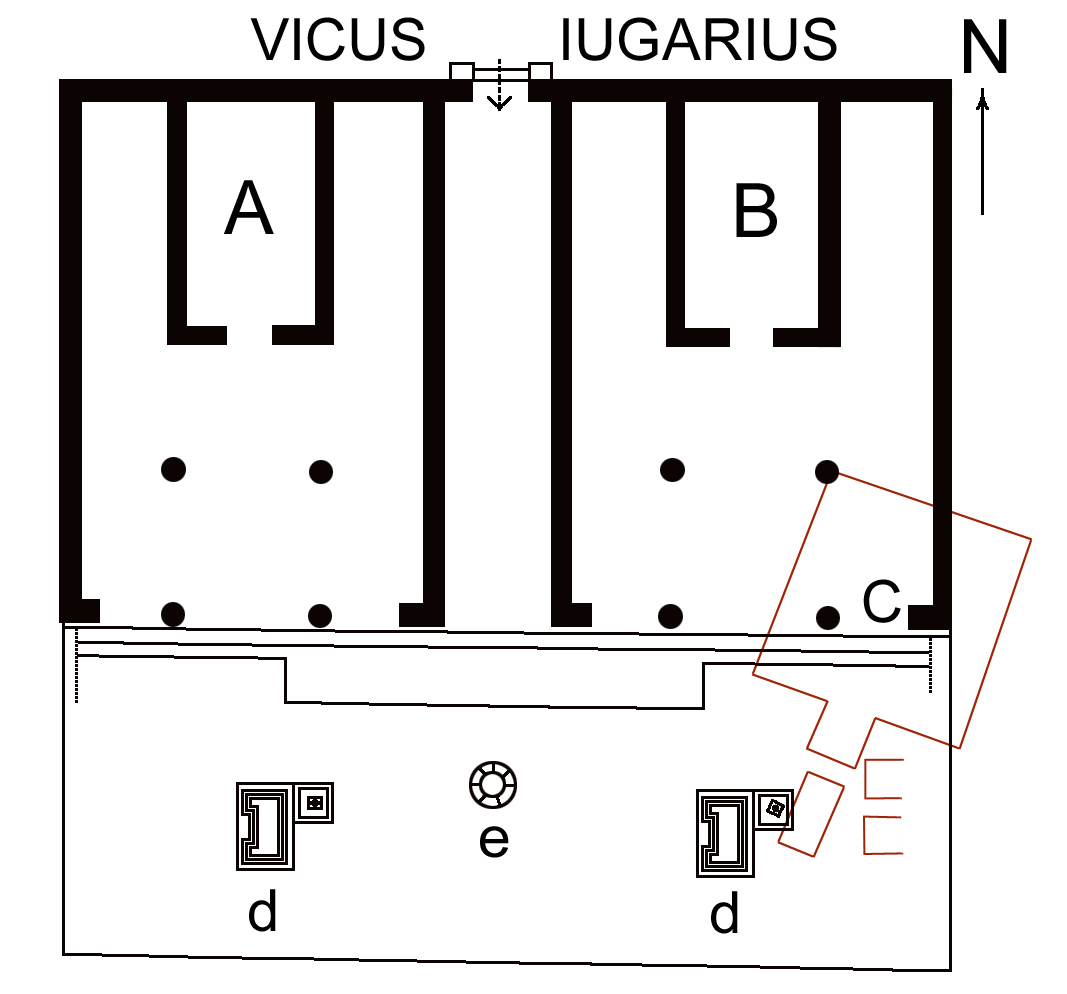
Plan der Area sacra di Sant’Omobono
A: Tempel der Fortuna, B: Tempel der Mater Matuta, C (in rot): archaischer Tempel, d: Altäre, e: Rundbasis

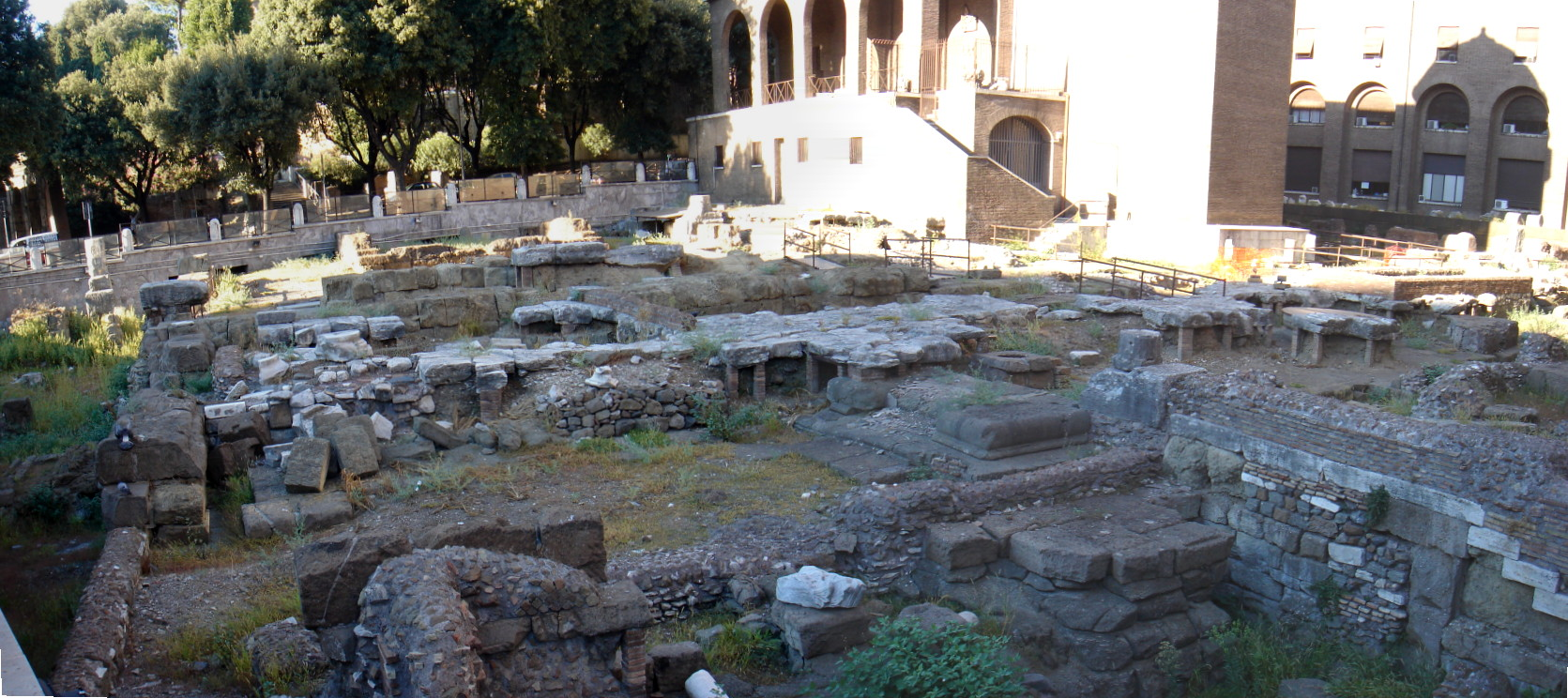
Ansicht der Ausgrabung (linke Seite mit Rückseite der Kirche)

Die Area sacra di Sant’Omobono ist eine beim Kapitolinischen Hügel befindliche Ausgrabungsstätte in Rom, die nach der dort stehenden Kirche Sant’Omobono benannt ist.

## Lage
Die Area sacra liegt südwestlich des Kapitolinischen Hügels am Übergang zur ehemals morastigen Talsohle, die sich zum Tiber hin öffnet. Sie befindet sich unmittelbar südlich des vicus Iugarius, der – leicht erhöht – entlang des Kapitolinischen Hügels das Forum Romanum durch die Porta Carmentalis mit dem Forum Holitorium und im weiteren Verlauf mit dem Tiberhafen verband. Vermutlich gehörte der Bereich noch zur Regio VIII des antiken Rom.

## Ausgrabungsgeschichte
Schon 1937 wurden bei Bauarbeiten die Reste zweier Tempel aus dem 3. Jahrhundert v. Chr. freigelegt und es wurde bereits erkannt, dass sie auf den noch älteren Fundamenten eines Tempels aus dem 6. Jahrhundert v. Chr. errichtet worden waren.
Zwischen 1959 und 1964, in den 1970er Jahren und im Jahr 1986 wurde mehrfach versucht, das Areal komplett freizulegen, was jedoch an den Herausforderungen des Grundwasser führenden Terrains scheiterte. Trotzdem konnte mittels Sondagen die Geschichte des heiligen Bezirks weiter geklärt werden.
Seit 2010 führen Vertreter der italienischen Denkmalschutzbehörde zusammen mit Vertretern der Universitäten von Michigan und Kalabrien kontinuierliche Untersuchungen in dem Areal durch.

## Archäologische Befunde
Die Nutzung des Areals kann bis in das späte 7. Jahrhundert v. Chr. zurückverfolgt werden. Um 600 v. Chr. wurde ein erster befestigter Kultplatz mit einer Opfergrube und einer Dachkonstruktion angelegt. In der zugehörigen Schicht fanden die Ausgräber unter anderem das Fragment einer archaischen etruskischen Inschrift, die das älteste Zeugnis für die Anwesenheit von Etruskern im frühen Rom darstellt und von rechts nach links geschrieben die Buchstaben uqnus umfasst.
Im 2. Viertel des 6. Jahrhunderts v. Chr. wurde ein erster Tempel auf flachem Podium gebaut, der nach Südwesten auf einen Opferschacht vor seiner Front ausgerichtet war. Der Tempel muss im letzten Viertel des 6. Jahrhunderts v. Chr. eine Erneuerung erfahren haben, von der Architekturteile des Daches und Terrakottaskulpturen, unter anderem eines Hercules und einer bewaffneten Gottheit in Zweidrittellebensgröße, zeugen. Eine große Anzahl von Fragmenten griechischer Importkeramik aus Ionien, Lakonien und Attika sichern die Datierung dieser Bauphase. Da die entsprechenden Keramikfunde relativ abrupt aussetzen, muss der Tempel um 500 v. Chr. zerstört worden sein.
Die nächste Nutzungsphase des Areals setzt mit einer grundlegenden Umgestaltung ein. Große Mengen Erdmaterials wurden – vermutlich vom Kapitolinischen Hügel – herbeigeschafft, um das Geländeniveau für eine Terrassenkonstruktion um rund 6 Meter zu erhöhen. In dem Material der Auffüllung wurde Keramik unterschiedlichster Zeitstufen gefunden: bronzezeitliche Apennin-Ware aus dem 14./13. Jahrhundert v. Chr., eisenzeitliche Keramik und griechische Importware aus dem 8. Jahrhundert v. Chr., also der Zeit der sagenhaften Gründung Roms. Das Spektrum der Funde, die zu den ältesten des römischen Stadtgebietes gehören, legt nahe, dass Siedlungsmaterial des nächstgelegenen Hügels für die Auffüllung verwandt wurde. Gedeckt wurde die so geschaffene, etwa 47 Meter im Quadrat messende und Nord-Süd-gerichtete Terrasse mit einem Plaster aus Cappellaccio-Platten.
Auf ihr erhoben sich zwei Tempel, die deutlich größer als ihr archaischer Vorgänger dimensioniert waren. Eine durchgehende Treppe auf der Frontseite ermöglichte den Zugang zu den auf flachem Podium stehenden Tempeln, deren Grundrisse ganz italischer Tradition entsprechen.
Bald nach 264 v. Chr. wurde ein neues Pflaster aus Aniene- und Monteverde-Tuff verlegt, die Tempel wurden erneuert. Vor jedem Tempel befand sich nun ein nach Osten gerichteter, U-förmiger Altar. In der Mittelachse der Anlage wurde ein Donarium aus Peperin zur Aufnahme von Weihgeschenken gebaut. Die in Fragmenten erhaltene Inschrift des Stifters lautet:

„M. FOLV[IO(S) Q. F. COS]OL D(EDET) VOLS[INIO] CAP[TO]“

„Der Konsul Marcus Fulvius, Sohn des Quintus, weihte nach der Eroberung von Volsinii.“

Nach einem Brand wurde die ganze Terrasse abermals neu gepflastert, diesmal allein unter Verwendung von Monteverde-Tuff, der vom Ianiculum stammte. Schließlich wurde in der Kaiserzeit ein Pflaster aus Travertin verlegt, das in hadrianischer Zeit mit Ziegeln ausgebessert wurde.
Ab dem 6. Jahrhundert n. Chr. wurde die Area sacra di Sant’Omobono als christlicher Kultplatz genutzt, wahrscheinlich mit einem frühen Kirchengebäude, das nach mehreren Umbauten durch die Jahrhunderte schließlich im Kirchenbau endete, der 1575 dem Heiligen Homobonus von Cremona geweiht wurde.

## Deutung
Bereits der erste Ausgräber, Antonio M. Colini, erkannte 1937 in der Anlage der Zwillingstempel die Tempel der Fortuna und der Mater Matuta. Obgleich für die archaische Zeit nur ein Tempel nachgewiesen ist, geht man aus Gründen der Kultkontinuität davon aus, dass schon im 6. Jahrhundert Zwillingstempel an dieser Stelle existierten. Der östliche und der Mater Matuta geweihte Tempel konnte wegen der Überbauung durch die Kirche S. Omobono nicht ergraben werden. Zahlreiche antike Quellen bringen die Errichtung zweier Tempel für Fortuna und Mater Matuta am selben Ort mit Servius Tullius (579–534 v. Chr.) in Verbindung, dessen Statue sogar im Tempel der Fortuna aufgestellt war.
Daher wird im Allgemeinen akzeptiert, dass die Reste des ersten archaischen Tempels aus dem 2. Viertel des 6. Jahrhunderts v. Chr. mit eben jener Stiftung des Servius Tullius zu verbinden sind, zumal Livius als Lagebeschreibung explizit „auf der Innenseite der porta Carmentalis“ angibt und bei der Beschreibung des Brands von 213 v. Chr. die beiden Tempel, die porta Carmentalis und den vicus Iugarius mit seinen angrenzenden Bauten in einem Satz zusammenfasst.
Die Anlage wurde dann noch im 6. Jahrhundert v. Chr. restauriert, bevor sie mit Einrichtung der Römischen Republik als Tempel der etruskischen Herrscherschicht zerstört und aufgegeben wurde.
Da die übernächste Bauphase inschriftlich datiert ist, muss die Aufschüttung des Terrains und der Bau der ersten nachweisbaren Zwillingstempel vorher durchgeführt worden sein. Diese Phase ist mit Marcus Furius Camillus in Zusammenhang zu bringen, der 396 v. Chr. während seiner ersten Diktatur gelobte, den von Servius Tullius errichteten Tempel der Mater Matuta zu erneuern, wenn er Veii erobern sollte, was im selben Jahr noch eintrat.
Marcus Fulvius Flaccus stiftete schließlich 264 v. Chr. Statuen aus seinem Triumph über Volsinii. Mit ihm sind die Neuanlage der Altäre, die Stiftung des Donarium, die Erneuerung der Tempel und der Pflasterung in Verbindung zu bringen.
Vom Brand des Jahres 213 v. Chr. schließlich waren auch die Tempel der Fortuna und der Mater Matuta betroffen und es wurden 212 v. Chr. Triumvirn gewählt, die für den Wiederaufbau der Tempel Sorge zu tragen hatten. Als Ergebnis von Instandsetzungsarbeiten nach diesem Brand wird die Pflasterung ganz aus Monteverde-Tuff gedeutet.
Zusammen mit dem ganz in der Nähe gelegenen Kapitolinischen Tempel gehört der archaische Tempel der Area sacra di Sant’Omobono zu den ältesten, nachgewiesenen stadtrömischen Sakralbauten.